# Mike Nichols
Mike Nichols (født som Michael Igor Peschkovsky den 6. november 1931 i Berlin, død 19. november 2014) var en amerikansk komiker, teaterinstruktør og filminstruktør. Hans familie måtte flygte til USA fra Nazityskland i 1939.
Mike Nichols film er blevet nomineret til i alt 42 Oscars, hvoraf det er blevet i alt 7 priser. Herudover er Mike Nichols den eneste filminstruktør, bortset fra Mel Brooks, hvis film har vundet samtlige de fire store filmpriser: Emmy, Grammy, Oscar og Tony, også kaldet EGOT.
Nichols var oprindelig stand-up-komiker. I 1962 vandt han og Elaine May en Grammy for bedste humor-plade for "An Evening with Elaine May and Mike Nichols". Derfter begyndte han at instruere film.
Han var gift med den kendte amerikanske TV-journalist Diane Sawyer.

## Filmografi
| År   | Film                              | Oscar nomineringer | Oscar tildelinger |
| ---- | --------------------------------- | ------------------ | ----------------- |
| 1966 | Hvem er bange for Virginia Woolf? | 13                 | 5                 |
| 1967 | Fagre voksne verden               | 7                  | 1                 |
| 1968 | Teach Me!                         |                    |                   |
| 1970 | Punkt 22                          |                    |                   |
| 1971 | Kødets lyst                       | 1                  |                   |
| 1973 | Operation Alpha                   | 2                  |                   |
| 1975 | Ta' livet af kællingen            |                    |                   |
| 1980 | Gilda Live                        |                    |                   |
| 1983 | Silkwood                          | 5                  |                   |
| 1986 | Til ægteskabet os skiller         |                    |                   |
| 1988 | Biloxi Blues                      |                    |                   |
| 1988 | Working Girl                      | 6                  | 1                 |
| 1990 | Smil vi er på                     | 2                  |                   |
| 1991 | Regarding Henry                   |                    |                   |
| 1994 | Wolf                              |                    |                   |
| 1996 | The Birdcage                      | 1                  |                   |
| 1998 | Præsidentkandidaten               | 2                  |                   |
| 2000 | What Planet Are You From?         |                    |                   |
| 2001 | Wit                               |                    |                   |
| 2003 | Engle i Amerika                   |                    |                   |
| 2004 | Closer                            | 2                  |                   |
| 2007 | Charlie Wilson's War              | 1                  |                   |